# كوسيإي نوكينا
كوسيإي نوكينا (باليابانية: 貫名 航世) (مواليد 26 أبريل 1995) هو لاعب كرة قدم ياباني.

## وصلات خارجية
- كوسيإي نوكينا على موقع رابطة كرة القدم اليابانية للمحترفين (اليابانية)
- كوسيإي نوكينا على موقع Soccerway.com (الإنجليزية)
- كوسيإي نوكينا على موقع عالم كرة القدم.نت (الإنجليزية)